# كاثرين ك. يونغ
كاثرين ك. يونغ هي أكاديمية كندية، ولدت في 1944.